# Taxa de impermeabilização
A taxa de impermeabilização é o parâmetro urbanístico que é expresso pela relação entre a área da parcela do lote ou gleba que não permite a infiltração de água, e a área total do lote ou gleba. É calculada separando toda a Área Impermeabilizada, ou seja toda a Área em que a água não penetra no solo, dividindo essa Área pela Área Total do Terreno, É expressa em percentagem (%).